# Request (álbum de The Awakening)
Request es el segundo álbum de estudio de la banda de rock gótico de África del Sur The Awakening publicado en abril de 1998. Dando un paso hacía el sonido New romantic, Request trajo a la banda más exposición y rotación con tres sencillos así como su primer vídeo musical para «Rain».

## Antecedentes
Un álbum más tranquilo, más suave y más oscuro que su predecesor, los sencillos de Request «Maree», «Rain» y «Before I Leap» vieron más éxito con rotación en radios y clubes. Un vídeo musical fue grabado para «Rain» por el director Katinka Harrod. En marzo de 1999, el álbum fue relanzado por Intervention Artistas con el bonus track «The Safety Dance», un cover del éxito de la banda synth pop Men Without Hats.

## Lista de canciones
* Todas las canciones son escritas por Ashton Nyte
1. «Request»
2. «To Give»
3. «Rain»
4. «Carnival»
5. «Before I Leap»
6. «Maree»
7. «Tamzin»
8. «Marked»
9. «In the Unholy»
10. «Where Roses Grow»
11. «Myst» 
Bonus tracks en Estados Unidos - Re-lanzamiento:
12. «Before I Leap» (dub-coma mix)
13. «The Safety Dance»
14. «Request» (reprise)